# Ивакин, Александр Николаевич
Александр Николаевич Ивакин (род. в 1933) — российский геолог, лауреат Ленинской премии.
В 1955 году окончил Днепропетровский геологический институт. Получил направление в Приморское ГУ, работал в полевых партиях Иманской ГРЭ на разведке оловосвинцово-цинковых и вольфрамовых месторождений.
С 1980 г. главный геолог объединения, зам. генерального директора.
В 1987—1990 в командировке во Вьетнаме, руководитель группы геологов по твердым полезным ископаемым. Награждён государственными наградами ДРВ.
С 1990 начальник геологического отдела Приморгеологии.
Лауреат Ленинской премии (за участие в открытии вольфрамового месторождения Восток-2). Заслуженный геолог РСФСР.
В 2011 году состоял в списке акционеров Приморского ГОКа.